# Visita de Benet XVI a Barcelona
El papa Benet XVI visità la ciutat de Barcelona els dies 6 i 7 de novembre de 2010. El principal motiu d'aquest viatge apostòlic fou la consagració del Temple Expiatori de la Sagrada Família.
L'arribada de Joseph Ratzinger coincidí amb el 28è aniversari de la visita de Joan Pau II a la ciutat, realitzada el 7 de novembre de 1982.

## Activitats

### 6 de novembre
Benet XVI arribà a l'Aeroport de Barcelona poc després de les 9 del vespre en un avió procedent de Santiago de Compostel·la, on fou rebut pel President de la Generalitat de Catalunya José Montilla. Posteriorment es dirigí a la seu de l'Arquebisbat de Barcelona, on hi passà la nit.

### 7 de novembre

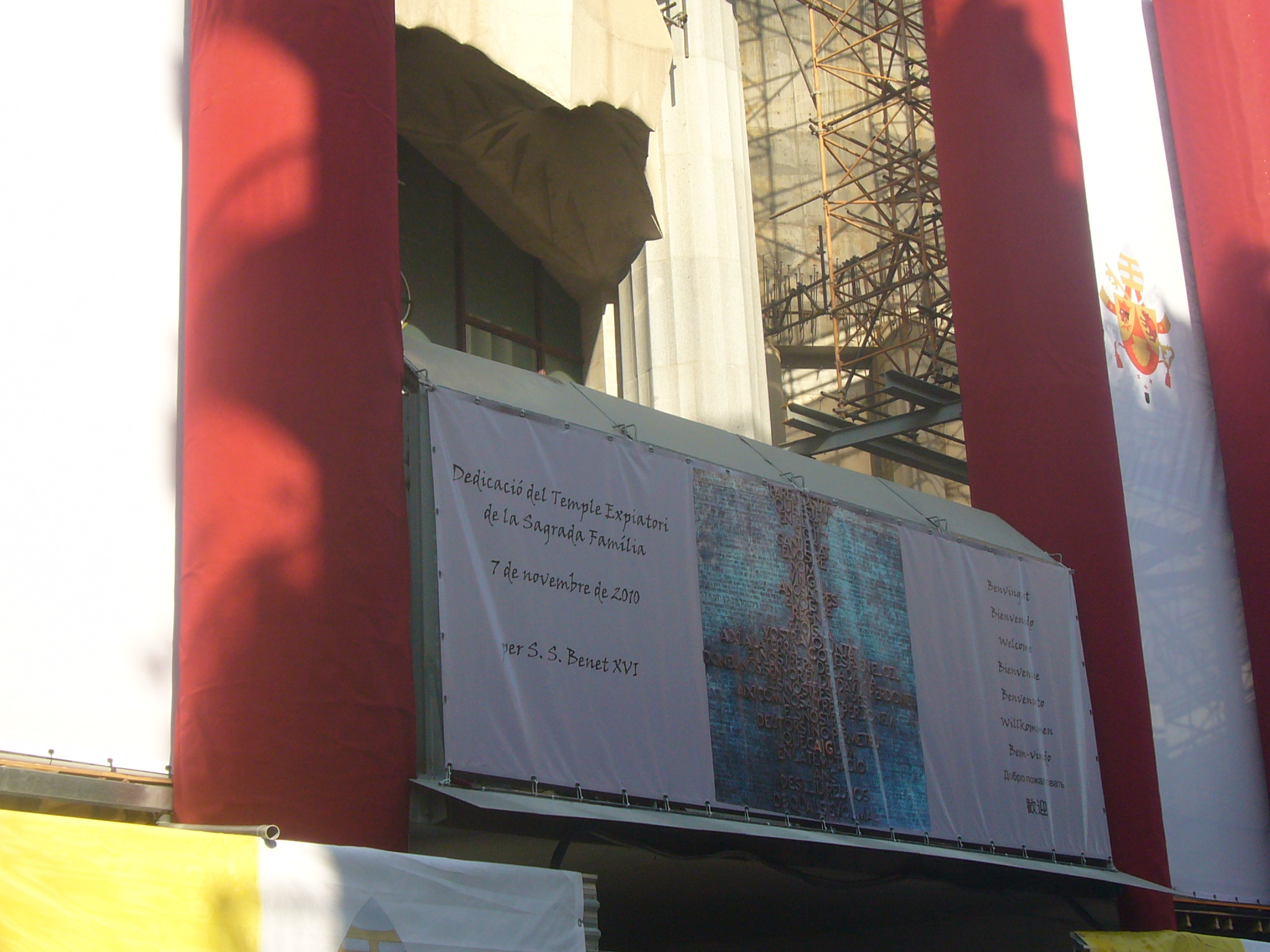
Façana de la Glòria de la Sagrada Família, decorada per rebre Benet XVI.

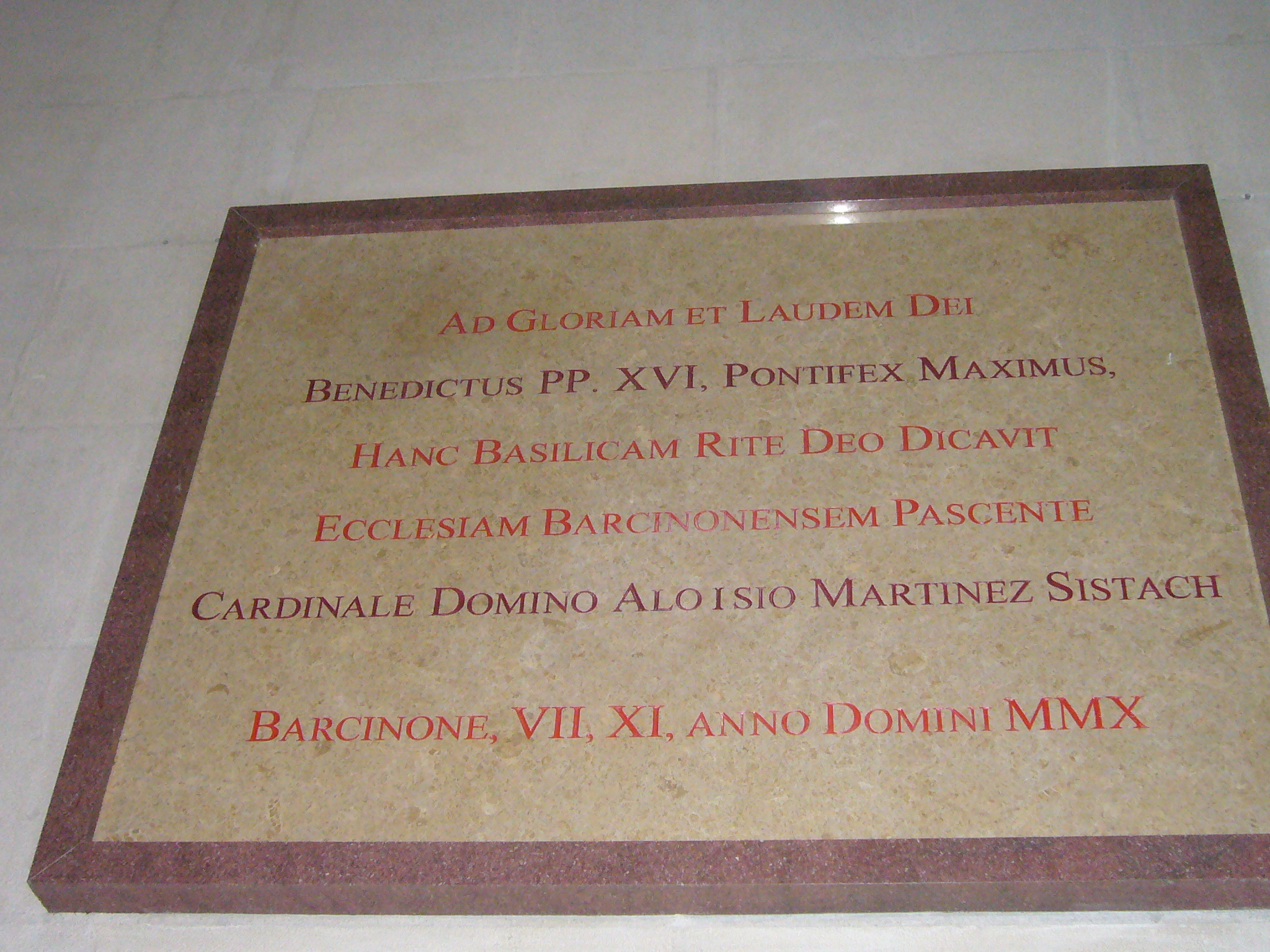
Placa inaugurada pel Papa i pel cardenal Sistach a la Sagrada Família

A les 10 s'inicià la missa de consagració del temple expiatori i posteriorment es resà l'Àngelus a la Façana del Naixement. Al llarg de la missa, la qual es realitzà en català, castellà i llatí, el papa va defensar el matrimoni tradicional alhora que va atacar l'avortament i el matrimoni homosexual.
El grup empresarial propietari de La Monumental, va cedir gratuïtament la plaça de braus per tal que els fidels que ho desitjaren, seguiren la cerimònia religiosa a través de dues pantalles gegants instal·lades al seu interior.

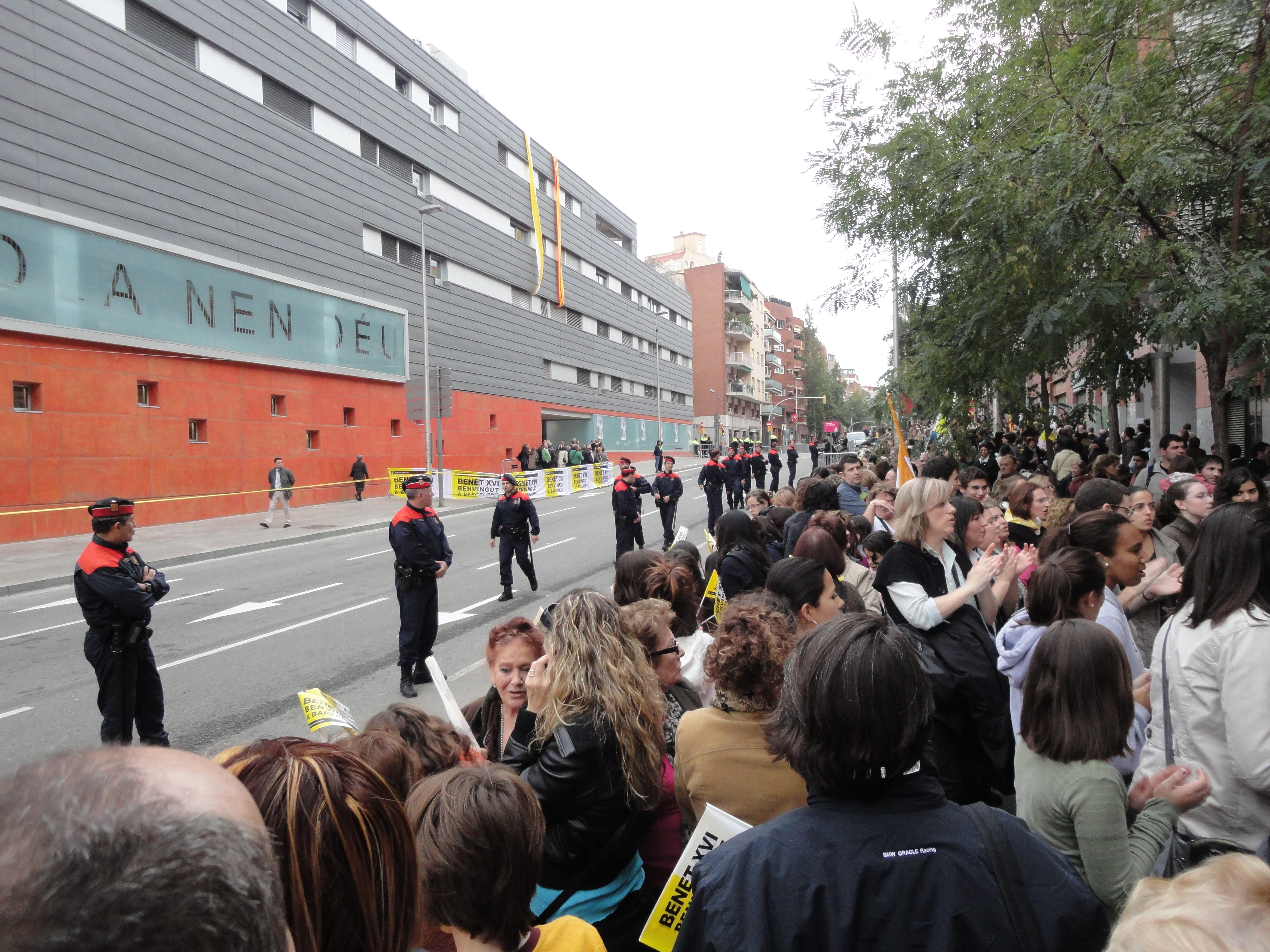
Cordó policial davant de l'Obra Benèfico Social del Nen Déu abans de l'arribada del Papa.

A les nou del matí el Papa sortí de l'Arquebisbat en papamòbil per a dirigir-se a la Sagrada Família, on es reuní amb els Reis d'Espanya.
A les 12:45 Benet XVI tornà a l'Arquebisbat en papamòbil per a dinar amb cardenals i bisbes. Passades les cinc de la tarda visità l'Obra Benèfico Social del Nen Déu de les Germanes Franciscanes dels Sagrats Cors, dedicada a atendre nens amb síndrome de Down.
A les sis de la tarda es dirigí cap a l'Aeroport del Prat, on se celebrà la cerimònia oficial de comiat. Finalment, a les 19:15 agafà un avió que el portà de retorn a Roma.

## Acollida ciutadana

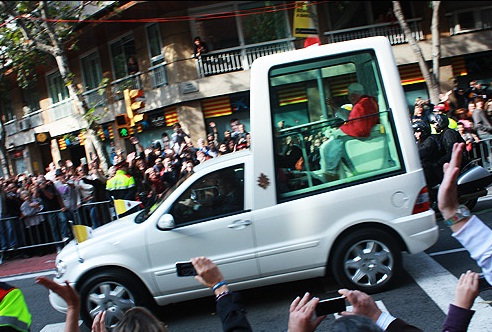
El papamòbil pel seu pas per l'Eixample de Barcelona.

Benet XVI va ser aclamat pels fidels aplegats a la Sagrada Família, molts dels quals venien de fora de Barcelona, però els carrers de la Ciutat Comtal no es van omplir per veure'l passar i el papamòbil va circular més de pressa. A la tornada, sobretot, el papamòbil va accelerar el pas degut als trams en què hi havia molt poca gent als carrers.
La capacitat de convocatòria del Papa no va arribar ni de bon tros a les 400.000 persones que havia previst l'Ajuntament. De fet, segons una estimació del diari El País, amb prou feines 100.000 persones van sortir al carrer per acollir el Papa, xifra que s'eleva a 250.000 si es prenen com a fonts l'Ajuntament i el Vaticà.
A la llar, molta gent va seguir per televisió la celebració eucarística i els diferents actes protagonitzats pel Papa al llarg del matí. Tan sols per TV3, segons fonts de la mateixa televisió, una audiència acumulada d'1.680.000 persones va seguir els actes matinals del Papa, fet que equival a un 24,2% de la població catalana de més de quatre anys.

## Reaccions
El cardenal arquebisbe de Barcelona, Lluís Martínez i Sistach, que convidà personalment Benet XVI perquè vingués a Barcelona, exhortà els barcelonins a rebre el Papa amb entusiasme i devoció i ressaltà la importància arquitectònica i litúrgica del temple de la Sagrada Família.
A l'Ajuntament de Barcelona, PSC, CiU, Partit Popular Català i ERC van defensar la visita del Papa com una oportunitat de promocionar internacionalment la ciutat. ICV, en canvi, va denunciar les polítiques socials de l'Església Catòlica i no va participar en cap dels actes relacionats amb la visita. L'alcalde de Barcelona, Jordi Hereu, va llançar un ban animant els barcelonins a donar la benvinguda a Benet XVI i a engalanar els balcons de la ciutat amb senyeres.

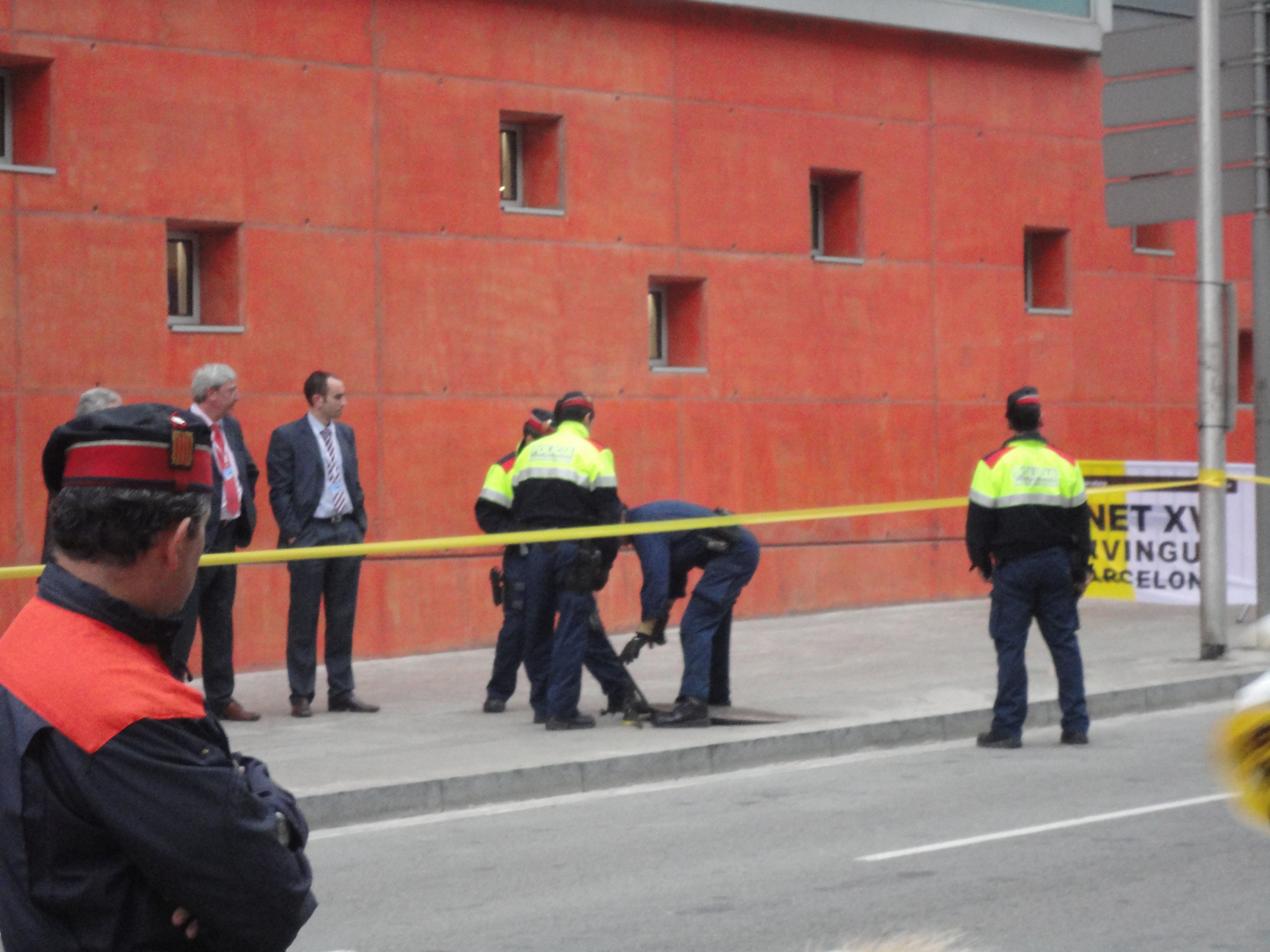
Durant la visita, els Mossos d'Esquadra revisaren el clavegueram.

Es calcula que el cost de la visita papal va ser d'uns 700.000 euros, sufragats per l'Arquebisbat amb recaptacions de fidels i aportacions d'empreses privades. Aquesta xifra no inclou els costos de seguretat i premsa, a càrrec de l'administració pública, i dels que no se n'ha fet públic la quantia. Segons estimacions de l'Ajuntament de Barcelona, la visita papal va comportar un benefici d'uns trenta milions d'euros que principalment recaigueren en el sector de la restauració, l'allotjament i el transport.
D'altra banda, una associació va aprofitar la visita del Papa per a impulsar el procés de beatificació d'Antoni Gaudí, del qual afirmen que curà miraculosament una dona de Reus que havia perdut la vista.
També la radioafició a través d'una associació Catalana d'aficionats invidents, va aportar una curiosa alhora que original iniciativa amb motiu de la visita, consistent en una triple activitat simultània, amb la posada a l'aire d'estacions especials, una d'elles amb el prefix número 0 reservat a la Casa de S. M. El Rei, donant a conèixer així la visita papal i el Temple de la Sagrada Família a través dels seus equips de ràdio als radioaficionats de tot el món

### Protestes
Diverses organitzacions lliurepensadores i d'esquerra com Ateus de Catalunya i el Moviment Laic i Progressista han impulsat la campanya Jo no t'espero per a protestar en contra de la visita del Papa i demanar la instauració d'un estat laic. El seu lema és el mateix que ja empraren algunes entitats en contra de la visita de Benet XVI a València el 2006.
El dijous 4 de novembre Jo no t'espero convocà una concentració en defensa de la laïcitat a la Plaça de Sant Jaume de Barcelona que aplegà, segons la Guàrdia Urbana, unes 2.500 persones. La mateixa organització va llogar un autobús que durant el cap de setmana de la visita papal va recórrer la ciutat de Barcelona decorat amb lemes reivindicatius.